# Aziz
Aziz (arabisch عزیز, DMG ʿazīz ‚mächtig, lieb, teuer‘) ist ein arabischer männlicher Vorname sowie häufiger Familienname (auch als al-Aziz) im gesamten islamischen Kulturkreis. Die Form al-ʿAzīz (arabisch العزيز) ist einer der 99 Namen Allahs. Aziz tritt auch als türkischer männlicher Vorname auf. Die türkische weibliche Form des Vornamens ist Azize.

## Namensträger

### Vorname
- Aziz Ab'Sáber (1924–2012), brasilianischer physischer Geograph
- Aziz Acharki (* 1972), deutscher Taekwondo-Bundestrainer marokkanischer Herkunft
- Aziz ad-Din Nasafi († 1287), ein Sufi der Kubrawiyya-Bruderschaft
- Aziz Alili (* 1968), Repräsentant des Islam in Zagreb
- Aziz Ansari (* 1983), US-amerikanischer Comedian und Schauspieler indisch-tamilischer Herkunft
- Aziz Atiya (1898–1988), ägyptischer Koptologe und Historiker
- Aziz Azimov (* 1981), usbekischer Fußballschiedsrichter
- Aziz Behich (* 1990), australischer Fußballspieler türkischer Herkunft
- Aziz Bouhaddouz (* 1987), deutsch-marokkanischer Fußballspieler
- Aziz Bozkurt (* 1981), deutscher Politiker
- Aziz Fuat Güner (* 1948), türkischer Popmusiker
- Aziz Kocaoğlu (* 1948), türkischer Kommunalpolitiker, Bürgermeister von Izmir
- Antonios Aziz Mina (* 1955), ägyptischer koptisch-katholischer Bischof
- Aziz A Munshi (* 19**), pakistanischer Generalstaatsanwalt
- Abdoul Aziz Ndao (1922–2011), senegalesischer Politiker
- Aziz Nesin (1915–1995), türkischer Schriftsteller
- Aziz Corr Nyang (* 1984), gambisch-schwedischer Fußballspieler
- Aziz Retzep (* 1992), deutsch-griechischer Fußballspieler
- Aziz Salihu (* 1954), jugoslawischer Boxer
- Aziz Sancar (* 1946), türkisch-US-amerikanischer Genetiker
- Aziz Sidqi (1920–2008), ägyptischer Politiker
- Aziz Yıldırım (* 1952), türkischer Unternehmer und Fußballfunktionär
- Aziz Zakari (* 1976), ghanaischer Leichtathlet

#### Form Azize
- Azize Tank (* 1950), deutsche Politikerin türkischer Herkunft
- Azize Tanrıkulu (* 1986), türkische Taekwondoin
- Alev Azize Yıldırım (Aziza A.; * 1971), deutsche Musikerin, Schauspielerin und Moderatorin

### Familienname
- Al-ʿAzīz (955–996), Kalif der Fatimiden (975–996)
- al-Aziz (Ayyubide) (Abd al-Malik al-Aziz Utman; 1171–1200), Sultan von Ägypten
- Aly Abdel Aziz (* 1947), ägyptischer Squashspieler
- Ali Aziz (* 1938), ägyptischer Radrennfahrer
- Abdu l-Wahid Aziz (1931–1982), irakischer Gewichtheber
- Abdul Aziz (Leichtathlet) (* 1924), pakistanischer Sprinter
- Abdul Aziz (Ringer) (* 1935), pakistanischer Ringer
- Abdul Aziz Ghazi (* 1960), pakistanischer Prediger
- Abdul-Majid bin Abdul-Aziz (1942–2007), saudischer Prinz und Gouverneur von Mekka
- Abdul Kadir Aziz (1923–2016), afghanischer Mathematiker und Hochschullehrer
- Abdullah al Faisal ibn Abd al-Aziz (Abdullah bin Faisal Al Saud; 1922–2007), Mitglied der saudischen Königsfamilie
- Antonios Aziz Mina (* 1955), ägyptischer Priester, Bischof von Gizeh
- Arif Aziz (* 1943), aserbaidschanischer Politiker
- Badr Abdel Aziz (* 1980), schwedischer Squashspieler
- Badr ibn Abd al-Aziz († 2013), saudi-arabischer Politiker
- Bashir Abdul Aziz (* 1977), kuwaitischer Fußballspieler
- Basma Abdel Aziz (* 1976), ägyptische Schriftstellerin, Journalistin, Künstlerin, Psychiaterin und Menschenrechtsaktivistin
- Bilal Aziz (* 1985), türkisch-libanesischer Fußballspieler
- Chairil Anwar Abdul Aziz (* 1972), malaysischer Hockeyspieler
- Chalid Aziz (Khaled Aziz; * 1981), saudi-arabischer Fußballspieler
- Cheb Aziz (1968–1996), algerischer Raï-Sänger
- Elizabete Azize (* 1940), brasilianische Politikerin
- Emad Flear Aziz, Physiker
- Faisal ibn Abd al-Aziz (1906–1975), König von Saudi-Arabien 1964 bis 1975
- Farooq Aziz (* 1978), pakistanischer Fußballspieler
- Fazlur Rahman Abdul Aziz (* 1977), sri-lankischer Fußballspieler
- Hadeel Abdel Aziz, jordanische Menschenrechtsaktivistin, Preisträgerin des dt.-fr. Menschenrechtspreises 2022
- Ibrahim Aziz (* 1959), Leichtathlet der Vereinigten Arabischen Emirate
- Ismail bin Omar Abdul Aziz (1911–1994), Staatsmufti von Brunei
- Jaafar Abdul Aziz, bruneiischer Militär und Diplomat
- Joseph Aziz (* 1974), ghanaischer Fußballspieler
- Kâmran Aziz (1922–2017), nordzyprische Musikerin und Apothekerin
- Lamis Alhussein Abdel Aziz (* 1998), ägyptische Tennisspielerin
- Mahmoud Abdel Aziz (Schauspieler) (1946–2016), ägyptischer Filmschauspieler
- Mahmoud Abdel Aziz (Volleyballspieler) (* 1975), ägyptischer Volleyballspieler
- Mahmoud Abdel-Aziz (* 1990), ägyptischer Fußballspieler
- Mariam Abdul Aziz (* 1956), Ehefrau von Sultan Hassanal Bolkiah
- Mehmet Aziz (1893–1991), türkisch-zypriotischer Arzt
- Mohamed Aziz (Fußballspieler) (* 1984), marokkanischer Fußballspieler
- Mohamed Abdel Aziz (* 1981), ägyptischer Straßenradrennfahrer
- Mohamed Ould Abdel Aziz (* 1956), mauretanischer Politiker und Staatsoberhaupt
- Muhammad Abdul-Aziz, islamischer Name von Jermaine Jackson (* 1954), amerikanischer Sänger
- Muhammad Abdul Aziz (Nation of Islam) (eigentlich Norman Butler), Mitglied der Nation of Islam, mitangeklagt des Mordes an Malcolm X
- Muhammad Abdul Aziz (Politiker) (* 1947), marokkanischer Politiker
- Namo Aziz (* 1958), irakischer Journalist
- Noor Aziz († 2010), malayischer Fußballmanager und Politiker
- Omar Abdel Aziz (* 1983), ägyptischer Squashspieler
- Oumaima Aziz (* 2001), marokkanische Tennisspielerin
- Philip Aziz (1923–2009), kanadischer Maler
- Sardar Mohammed Aziz Khan († 1933), afghanischer Diplomat
- Sayed Khwaja Aziz-ud-Din (1930–1998), indischer Fußballspieler
- Serdar Aziz (* 1990), türkischer Fußballspieler
- Shaimaa Abdul-Aziz (* 1981), ägyptische Tischtennisspielerin
- Shaukat Aziz (* 1949), pakistanischer Politiker
- Tahar Aziz (* 1950), marokkanischer Boxer
- Tariq Aziz (1936–2015), irakischer Politiker
- Tariq Aziz (Hockeyspieler, 1938) (* 1938), pakistanischer Hockeyspieler
- Tariq Aziz (Hockeyspieler, 1984) (* 1984), pakistanischer Hockeyspieler
- Tengku Zafrul Aziz (* 1973), malaysischer Bankier und Investor
- Usama Aziz (* 1972), schwedischer Ringer
- Uthman Abd al-Aziz (1922–1999), kurdisch-irakischer Gründer der Islamischen Bewegung in Kurdistan
- Zeti Akhtar Aziz (* 1947), malayische Managerin